# Graphite Epoxy Motor

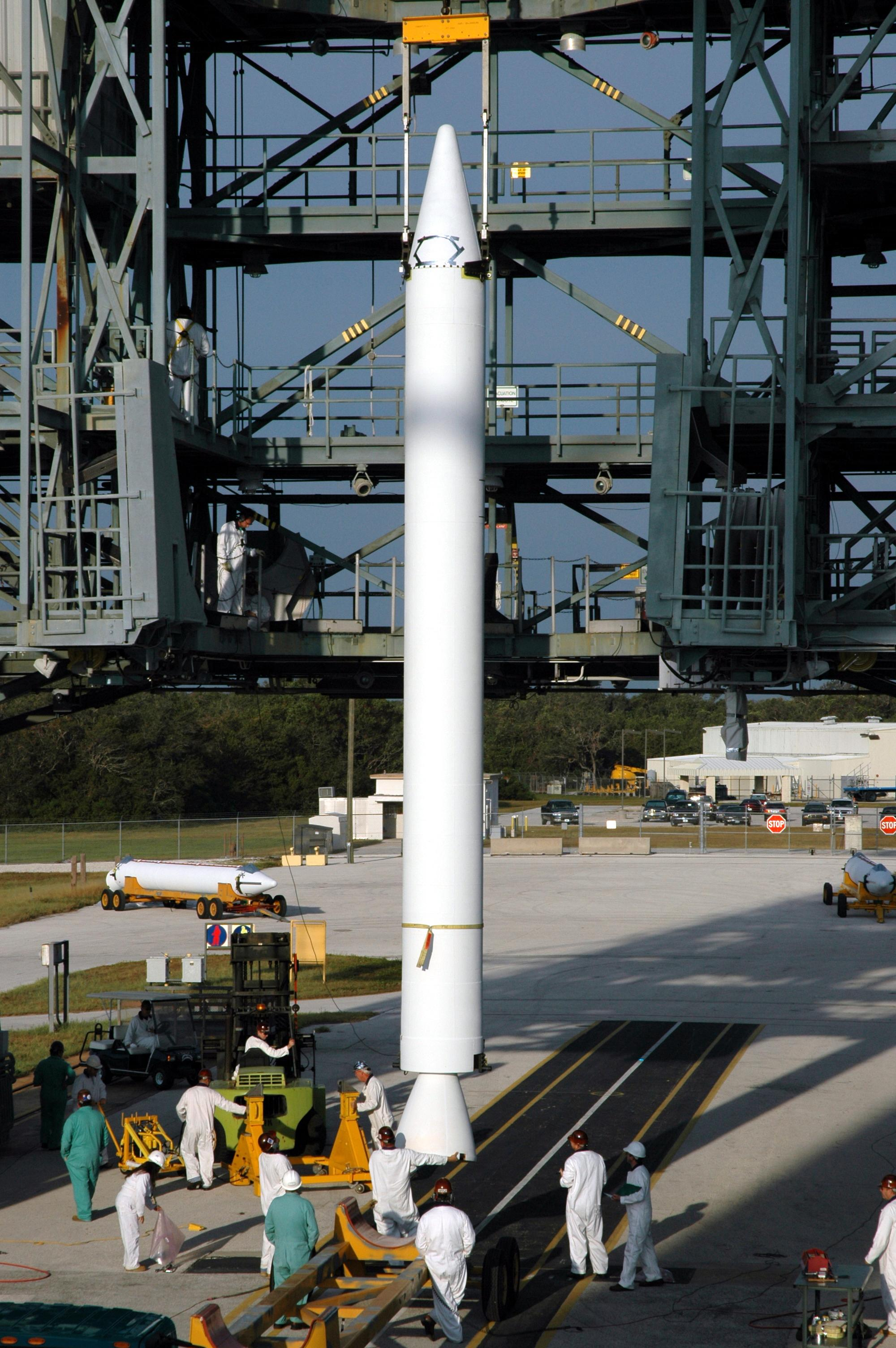
GEM 40 przed montażem na rakiecie Delta II

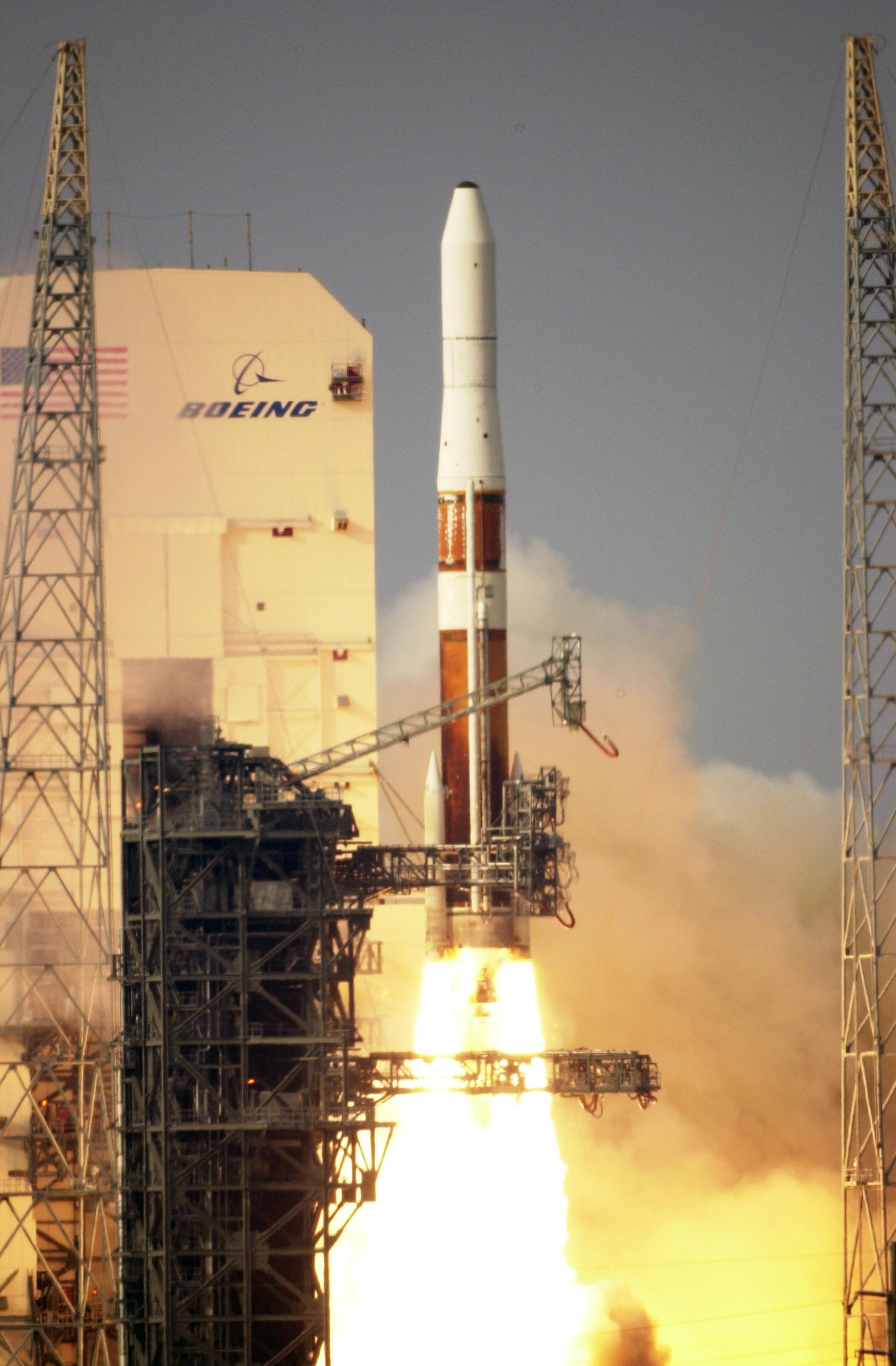
Start Delty IV z dwoma GEM 60

Graphite Epoxy Motor: człon zerowy (dopalacz) rakiet Delta II, Delta III i Delta IV, zasilany paliwem stałym.

## Konstrukcja
GEM powstał pierwotnie dla nowych rakiet Delta II (serii 7000). Miał on zastąpić stopień Castor 4A używany w Delta 6000 (wcześniejsza odmiana Delty II).
Posiada 3 warianty:
- GEM 40: do rakiet Delta II
- GEM 46: do rakiet Delta II Heavy i Delta III
- GEM 60: do rakiet Delta IV
- GEM 63: do rakiet Atlas V, planowane również jako dopalacze rakiet Vulcan (w wersji XL).

Do stopni GEM podobne są dopalacze AJ-60A, produkowane przez Aerojet i używane w rakietach Atlas V. W przyszłości mają one zostać zastąpione przez silniki GEM 63, które również są planowane jako silniki pomocnicze rakiet Vulcan.